# Черново (Ленинградская область)
Черно́во (фин. Sornova) — деревня в Гатчинском муниципальном округе Ленинградской области.

## История
Деревня Черена упоминается среди населённых пунктов Богородицкого Дягиленского погоста по переписи 1500 года.
Затем как пустошь Tzernaia Ödhe в Дягиленском погосте в шведских «Писцовых книгах Ижорской земли» 1618—1623 годов.
На карте Ингерманландии А. И. Бергенгейма, составленной по материалам 1676 года, она обозначена как деревня Sornoja.
На шведской «Генеральной карте провинции Ингерманландии» 1704 года — как Sornajaby.
Как деревня Сорная — на «Географическом чертеже Ижорской земли» Адриана Шонбека 1705 года.
На карте Санкт-Петербургской губернии Я. Ф. Шмидта 1770 года — как деревня Чёрная.
На карте Санкт-Петербургской губернии А. М. Вильбрехта 1792 года она обозначена как деревня Никола.
На «Топографической карте окрестностей Санкт-Петербурга» Военно-топографического депо Главного штаба 1817 года — как деревня Чорнова из 13 дворов на реке Черновке, при ней мельница, а на противоположном берегу реки — «Полумызок Чорнова».
На «Топографической карте окрестностей Санкт-Петербурга» Ф. Ф. Шуберта 1831 года — как деревня Чернова из 12 дворов, а на противоположном берегу реки — «Полумызок Пом. Кандалинцова» и скотный двор.

ЧЕРНОВО — деревня Войсковицкой мызы, принадлежит Кандалинцевой, надворной советнице, число жителей по ревизии: 34 м. п., 36 ж. п. (1838 год)

На карте Ф. Ф. Шуберта 1844 года и С. С. Куторги 1852 года, деревня обозначена как Чернова.
В пояснительном тексте к этнографической карте Санкт-Петербургской губернии П. И. Кёппена 1849 года она записана как деревня Sornua (Чёрная, Чернова) и указано количество её жителей на 1848 год: савакотов — 31 м. п., 37 ж. п., всего 68 человек.

ЧЕРНОВА — деревня действительного статского советника Кандалинцева, по просёлочной дороге, число дворов — 12, число душ — 23 м. п. (1856 год)

Согласно «Топографической карте частей Санкт-Петербургской и Выборгской губерний» в 1860 году деревня называлась Чернова и состояла из 10 крестьянских дворов и мельницы.

ЧЕРНОВО — деревня владельческая при озере, число дворов — 9, число жителей: 20 м. п., 16 ж. п. (1862 год)

В 1869—1872 годах временнообязанные крестьяне деревни выкупили свои земельные наделы у Е. М. Савёловой и стали собственниками земли.

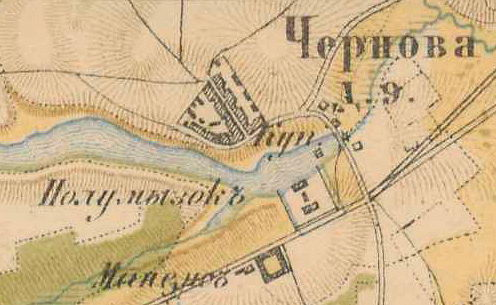
План деревни Черново. 1885 год

В 1885 году деревня называлась Чернова и насчитывала 9 дворов.
В конце XIX века деревня административно относилась к Гатчинской волости 3-го стана Царскосельского уезда Санкт-Петербургской губернии, в начале XX века — 2-го стана. Население деревни было исключительно финским.
К 1913 году количество дворов увеличилось до 10.
С 1917 по 1923 год деревня Черново входила в состав Черновского сельсовета Гатчинской волости Детскосельского уезда.
С 1923 года в составе Гатчинского уезда.
Согласно данным переписи населения СССР 1926 года в деревне Черново Черновского сельсовета Троцкой волости Троцкого уезда проживал 121 человек, большинство финны, а также русские и эстонцы.
С 1927 года в составе Гатчинского района.
С 1928 года в составе Войсковицкого сельсовета. В 1928 году население деревни Черново также составляло 121 человек.

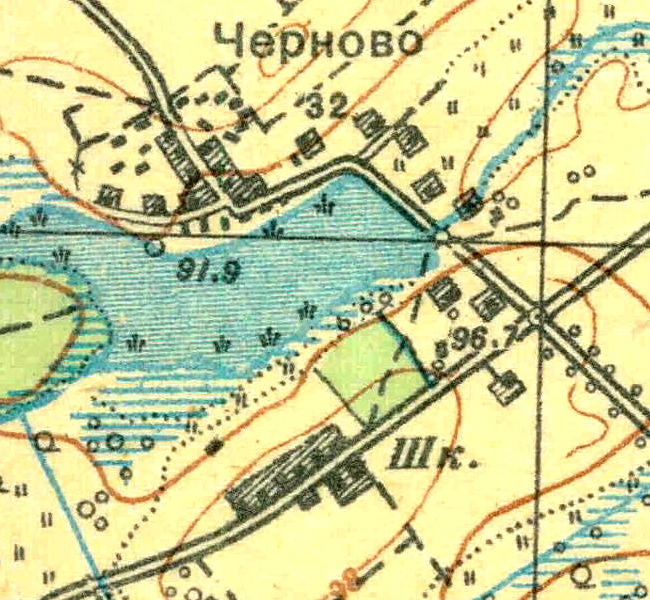
План деревни Черново. 1931 год

Согласно топографической карте 1931 года деревня насчитывала 32 двора. На южной окраине деревни находилась школа.
По данным 1933 года деревня Черново входила в состав Войсковицкого финского национального сельсовета Красногвардейского района.
Деревня была освобождена от немецко-фашистских оккупантов 25 января 1944 года.
В 1958 году население деревни Черново составляло 133 человека.
С 1959 года в составе Пудостьского сельсовета.
По данным 1966, 1973 и 1990 годов деревня Черново также входила в состав Пудостьского сельсовета Гатчинского района.
В 1997 году в деревне проживал 121 человек, в 2002 году — 138 человек (русские — 72%), в 2007 году — 137, в 2010 году — 130.

## География
Деревня расположена в северной части района на автодороге 41К-102 (Войсковицы — Мариенбург).
Расстояние до административного центра поселения, посёлка Пудость — 18 км.
Расстояние до ближайшей железнодорожной станции Войсковицы — 4 км.
Деревня находится на левом берегу реки Парицы при впадении в неё реки Чёрной.

## Демография
| 1862 | 2007 | 2010 | 2017 |
| ---- | ---- | ---- | ---- |
| 36   | ↗137 | ↘130 | ↘113 |

### Национальный состав
Согласно данным Всероссийской переписи населения 2021 года в деревне проживал 251 человек, из них:
 русские — 14, финны — 4, украинцы — 1 человек, остальные национальность не указали.

## Транспорт
От Гатчины до Черново можно доехать на автобусе № 525.

## Улицы
Озёрная.

## Садоводства
Лесное.